# 김진수 (1872년)
김진수(金晋洙, 일본식 이름: 金松晋洙가네마쓰 신슈, 松宮晋洙마쓰미야 신슈, 1872년 ~ ?)는 일제강점기의 평안남도 지역 유지이며 조선총독부 중추원 참의를 지냈다.

## 생애
평양 숭령전 참봉으로 3년가량 근무하다가 사직한 뒤, 평남 강서군에서 각종 사회 사업을 벌이며 이 지역 유지가 되었다. 강서군 학암면에서 2백 정보의 황무지를 개간하고, 사립학교를 설립하여 교육을 보급했다.
누에치기를 장려하기 위해 잠업전습소를 설치하여 학생을 양성하였다. 이에 평안남도 도장관으로부터 향리의 모범으로 표창을 받는 등 여러 차례 상을 받았다. 강서면의 면협회의원과 평안남도 도평의회원 등을 지냈으며, 운수업에도 손을 대어 강서군에서 승합자동차를 운행하도록 함으로써 이 지역 발전에 공을 세웠다.
평안남도 도회의원이던 1935년에 총독부가 편찬한 《조선공로자명감》에 조선인 공로자 353명 중 한 명으로 수록되어 있다. 이 책자는 김진수를 "독행의 선비"라고 평하고, 강서 지역을 중심으로 평남의 산업, 농민의 복지, 교통 기타 여러 가지 문화 발전에 기여했다고 기록했다. 1939년 6월 3일부터 1942년 6월 2일까지 조선총독부 중추원 참의를 역임했으며, 1941년에 조선임전보국단이 출범했을 때 평안남도 지역 대표로 참여했다.
2002년 발표된 친일파 708인 명단과 2008년 공개된 민족문제연구소의 친일인명사전 수록예정자 명단 중 중추원 부문에 모두 선정되었으며 2009년 친일반민족행위진상규명위원회가 발표한 친일반민족행위 705인 명단에도 포함되었다.

## 같이 보기
- 조선총독부 중추원
- 조선임전보국단

## 참고자료
- 김진수(金晋洙) - 국사편찬위원회